# Raymond Massey

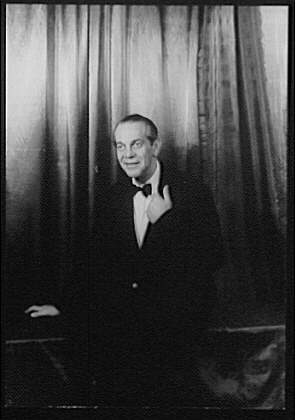
Porträt von Raymond Massey. Aufnahme von Carl Van Vechten

Raymond Hart Massey (* 30. August 1896 in Toronto, Ontario; † 29. Juli 1983 in Los Angeles, Kalifornien) war ein kanadisch-amerikanischer Schauspieler, der unter anderem durch seine Darstellungen von Abraham Lincoln bekannt wurde. Er spielte wichtige Rollen in Filmklassikern wie Arsen und Spitzenhäubchen und Jenseits von Eden.

## Leben
Massey war der Sohn eines Fabrikbesitzers für landwirtschaftliche Maschinen. Sein älterer Bruder Vincent Massey wurde später Generalgouverneur von Kanada. Für die kanadische Armee nahm Massey am Ersten Weltkrieg teil und wurde in Frankreich mehrfach verwundet. Bereits als Soldat machte er erste Bühnenerfahrungen, sollte allerdings zunächst nach dem Krieg für das väterliche Unternehmen arbeiten. Anfang der 1920er Jahre ging er nach England und trat 1922 in London erstmals auf einer Theaterbühne auf.
Im Laufe seiner Bühnenkarriere spielte Massey in den Werken von Shakespeare, Strindberg, Shaw, O’Casey und O’Neill. Seinen größten Bühnenerfolg erzielte Massey aber Ende der 1930er-Jahre am Broadway in Robert E. Sherwoods mit dem Pulitzer-Preis ausgezeichneten Theaterstück Abe Lincoln in Illinois über Abraham Lincolns Zeit in Illinois vor seiner Präsidentschaft. In der Verfilmung Abe Lincoln in Illinois wiederholte Massey im Jahr 1940 seine Darstellung des Lincoln und holte dafür eine Oscar-Nominierung als Bester Hauptdarsteller. Zum letzten Mal schlüpfte er 1962 im Westernepos Das war der Wilde Westen in die Rolle von Lincoln.
Bereits seit den späten 1920er-Jahren war Massey sowohl in England als auch in den Vereinigten Staaten als Filmdarsteller zu sehen. Meist spielte er mit seiner hochgewachsenen Statur und markanten Gesichtszügen größere Nebenrollen von eher unsympathischer oder harter Natur, häufig Autoritätsfiguren oder die Filmschurken. Zu seinen bekanntesten Filmrollen gehören der gesichtsoperierte Schwerverbrecher Jonathan Brewster in Frank Capras Komödienklassiker Arsen und Spitzenhäubchen (1944), der Staatsanwalt aus Fritz Langs Film noir Gefährliche Begegnung (1944), ein die Briten hassender Amerikaner in Irrtum im Jenseits (1946) sowie James Deans strenger Vater in Elia Kazans Literaturverfilmung Jenseits von Eden (1955).
Während des Zweiten Weltkriegs trat er wieder der kanadischen Armee bei und wurde 1943 nach erneuter Verwundung kriegsinvalide aus der Armee entlassen. Nach dem Krieg nahm er die US-amerikanische Staatsbürgerschaft an. In den 1950er und 1960er Jahren spielte er vor allem in Fernsehproduktionen. Zwischen 1961 und 1966 verkörperte er die Rolle des erfahrenen Arztes Dr. Gillespie in 191 Folgen der populären Arztserie Dr. Kildare an der Seite von Richard Chamberlain. Seine letzten Auftritt übernahm Massey im Jahre 1973 im Fernsehfilm My Darling Daughters' Anniversary, anschließend zog er sich in das Privatleben zurück.
Raymond Massey war dreimal verheiratet. Mit seiner zweiten Frau, der Schauspielerin Adrianne Allen, hatte er zwei Kinder: Anna Massey und Daniel Massey wurden beide Schauspieler. Die turbulente Scheidung zwischen Massey und Allen im Jahr 1939 wurde zu einem Rosenkrieg, der die Klatschblätter über Monate beschäftigte. Vor Gericht wurden die beiden jeweils von einem Teil des Anwalts-Ehepaares Dorothy und William Whitney vertreten. Noch 1939 heiratete Massey seine inzwischen ebenfalls geschiedene Scheidungsanwältin Dorothy Whitney, während Adrianne Allen wiederum William Whitney heiratete. Der kuriose Scheidungsprozess diente zum Teil dem Komödienklassiker Ehekrieg (Adam's Rib, 1949) zum Vorbild. Mit Dorothy Whitney blieb Massey bis zu ihrem Tod im Jahr 1982 verheiratet. Raymond Massey verstarb 1983 im Alter von 86 Jahren an einer Lungenentzündung.

## Auszeichnungen
Für seinen Auftritt als Abraham Lincoln in Abe Lincoln in Illinois wurde er 1941 für den Oscar in der Kategorie Bester Hauptdarsteller nominiert. Für seine Film- und Fernseharbeit wurden ihm zwei Sterne auf dem Hollywood Walk of Fame gewidmet.

## Filmografie (Auswahl)
- 1929: High Treason
- 1932: The Old Dark House
- 1934: Die scharlachrote Blume (The Scarlet Pimpernel)
- 1936: Was kommen wird (Things to Come)
- 1937: Feuer über England (Fire Over England)
- 1937: Träumende Augen (Dreaming Lips)
- 1937: Unter der roten Robe (Under the Red Robe)
- 1937: Der Gefangene von Zenda (The Prisoner of Zenda)
- 1937: … dann kam der Orkan (The Hurricane)
- 1938: Gefahr am Doro-Paß (The Drum)
- 1940: Abe Lincoln in Illinois
- 1940: Land der Gottlosen (Santa Fe Trail)
- 1941: 49th Parallel
- 1942: Piraten im karibischen Meer (Reap the Wild Wind)
- 1942: Sabotageauftrag Berlin (Desperate Journey)
- 1943: Einsatz im Nordatlantik (Action in the North Atlantic)
- 1944: A Canterbury Tale (Erzählerstimme in US-Filmfassung)
- 1944: Arsen und Spitzenhäubchen (Arsenic and Old Lace)
- 1944: Gefährliche Begegnung (The Woman in the Window)
- 1945: Hotel Berlin
- 1946: Irrtum im Jenseits (A Matter of Life and Death)
- 1947: Hemmungslose Liebe (Possessed)
- 1947: Trauer muss Elektra tragen (Mourning Becomes Electra)
- 1949: Ein Mann wie Sprengstoff (The Fountainhead)
- 1949: Entscheidung am Fluß (Roseanna McCoy)
- 1950: Des Teufels Pilot (Chain Lightning)
- 1950: Der Geier von Arizona (Barricade)
- 1950: Todfeindschaft (Dallas)
- 1951: Ein Fremder kam nach Arizona (Sugarfoot)
- 1951: David und Bathseba (David and Bathsheba)
- 1951: Come Fill the Cup
- 1952: Sabotage (Carson City)
- 1953: El Khobar – Schrecken der Wüste (The Desert Song)
- 1955: König der Schauspieler (Prince of Players)
- 1955: Urlaub bis zum Wecken (Battle Cry)
- 1955: Jenseits von Eden (East of Eden)
- 1955: Sieben Reiter der Rache (Seven Angry Men)
- 1955–1956: I Spy (Fernsehserie, 36 Folgen)
- 1957: Sturm über Persien (Omar Khayyam)
- 1958: Die Nackten und die Toten (The Naked and the Dead)
- 1959: Alfred Hitchcock präsentiert (Alfred Hitchcock Presents, Fernsehserie, Folge 5x11)
- 1960: Ein charmanter Hochstapler (The Great Impostor)
- 1961: Das wilde Land (The Fiercest Heart)
- 1961: The Queen’s Guards
- 1961–1966: Assistenzarzt Dr. Kildare (Dr. Kildare, Fernsehserie, 191 Folgen)
- 1962: Das war der Wilde Westen (How the West Was Won)
- 1969: Mackenna’s Gold
- 1971/1972: Night Gallery (Fernsehserie, 2 Folgen)
- 1973: My Darling Daughters' Anniversary (Fernsehfilm)